# پاتریک دافی
پاتریک دافی (انگلیسی: Patrick Duffy؛ زادهٔ ۱۷ مارس ۱۹۴۹) یک هنرپیشه اهل ایالات متحده آمریکا است. وی از سال ۱۹۶۳ میلادی تاکنون مشغول فعالیت بوده‌است.
او در فیلم دوباره تو بازی کرده‌است.